# Club Social y Deportivo Colo-Colo
|  | «Colo-Colo» redirigeix aquí. Vegeu-ne altres significats a «Colo Colo». |

El Club Social y Deportivo Colo-Colo és un club de futbol xilè de la ciutat de Santiago de Xile.

## Història
La història del club s'inicià quan onze jugadors del Magallanes se separaren del seu club. Eren els germans Arellano, David i Francisco; Juan Quiñones (qui dissenyà l'uniforme i colors); Luis Contreras (l'autor del nom); Rubén i Nicolás Arroyo; Clemente Acuña; Guillermo Garcés; Rubén Sepúlveda; Eduardo Stavelton; i Luis Mancilla.
Era el 
Els seus majors èxits han estat dues finals de la Copa Libertadores. El 1991 guanyà el títol, sota les ordres de l'entrenador Mirko Jozic. El títol arribà el 5 de juny, quan derrotà a la final el Club Olimpia d'Asunción. El partit d'anada finalitzà amb empat a 0, mentre que la tornada va veure la victòria dels xilens per 3-0 amb gols de Luis Pérez (2) i Leonel Herrera. L'alineació del club fou:
- Daniel Morón (porter)
- Lizardo 'Chano' Garrido
- Miguel Ramirez
- Javier Margas
- Juan Carlos Peralta
- Eduardo Vilches
- Jaime Pizarro
- Rubén Espinoza
- Gabriel 'Coca' Mendoza (substituït per Leonel Herrera)
- Luis Pérez
- Marcelo Barticciotto

Altres jugadors destacats a la competició que no jugaren la final foren: Patricio Yáñez, Rubén Martínez i Ricardo Dabrowski.
El 2005 el club esdevingué societat anònima, dirigida per l'empresa Blanco y Negro S.A. (el nom fa referència als colors del club) i entrà a la borsa de Santiago.
El Colo Colo és l'equip amb més triomfs al futbol xilè. Fins a l'any 2006 destaquen 25 campionats nacionals, a més de l'únic títol de la Libertadores aconseguit per un equip xilè.

## Símbols
El símbol del club és el cacic maputxe Colocolo, símbol del coratge, fermesa i lluita dels aborígens que mai es van rendir davant els espanyols. Els colors del club són el blanc (samarreta) i negre (pantalons) i són símbol de la filosofia dels fundadors, el blanc simbolitza la puresa i el negre la lluita i l'esperit per la victòria. Els sobrenoms del club són, el cacique, albos eterno campeón

## Estadi
L'estadi del Colo-Colo és el Monumental David Arellano, situat a Macul, Santiago de Xile amb capacitat per a 62.000 espectadors.

## Palmarès
- 1 Copa Libertadores de América: 1991
- 1 Recopa Sud-americana: 1992
- 1 Copa Interamericana: 1991
- 31 Lliga xilena de futbol: 1937, 1939, 1941, 1944, 1947, 1953, 1956, 1960, 1963, 1970, 1972, 1979, 1981, 1983, 1986, 1989, 1990, 1991, 1993, 1996, 1997 (Clausura), 1998, 2002 (Clausura), 2006 (Apertura i Clausura), 2007 (Apertura i Clausura), 2008 (Apertura), 2009 (Clausura), 2014 (Clausura), 2015-2016 (Apertura)
- 11 Copa xilena de futbol: 1958, 1974, 1981, 1982, 1985, 1988, 1989, 1990, 1994, 1996, 2016
- 1 Supercopa xilena de futbol: 2017
- 4 Campionat d'obertura xilè: 1933, 1938, 1940, 1945

## Entrenadors destacats
- Luis Álamos
- Gustavo Benítez
- Claudio Borghi
- Mirko Jozic
- Jaime Pizarro
- Franz Platko
- Ferenc Puskas